# جان بيار سميث
جان بيار سميث (بالإنجليزية: JP Smith)‏ (و. 1990  م) هو لاعب اتحاد الرغبي، من جنوب أفريقيا، يلعب كمبعد ‏.

## روابط خارجية
- جان بيار سميث عل موقع إسبنسكروم (الإنجليزية)
- جان بيار سميث على موقع ItsRugby.co.uk (الإنجليزية)